# Dead Fury
Dead Fury es una parodia de comedia y terror animada de 2008 escrita y dirigida por Frank Sudol, donde Sudol también hace la animación, música y voces de personajes. La película se estrenó en el Festival de Cine de Filadelfia el 9 de abril del 2008, y fue lanzado en DVD el 5 de agosto de 2008 por Unearthed Films.

## Argumento
Un excursionista encuentra un libro antiguo de hechizos y, después de leer algunas líneas, se transforma en un demonio. Max, Pop, Jen y Jake cazan venados fuera de temporada y al escuchar ruido en los arbustos piensan que han encontrado a un venado, pero descubren que se trata del excursionista transformado. Asustados, disparan al demonio y se refugian en una cabaña cercana a medida que más y más criaturas transformadas en zombies atacan al grupo, mientras usan cualquier herramienta disponible para defenderse.

## Lanzamiento
Los extras del DVD incluyen 40 minutos de guiones gráficos excluidos, borrados, escenas eliminadas y extendidas, el making of de la película en donde Sudol narra su manejo de Photoshop para crear la película y sus personajes. Además, contiene una presentación con el arte original, una pista de comentarios donde el cineasta comparte su inspiración y sus observaciones acerca de su trabajo, así como una galería que incluye avances de City of Rott, Dead Fury, Rock & Rule, Junk, y Frankenhooker.

## Críticas recibidas
DVD Talk declaró que la película "es literalmente un espectáculo de un solo hombre". Descrita como un "cuento crudamente animado", dijeron que la película "es una curiosidad bastante interesante " adecuada para ser un corto de 25 minutos.
Film Threat criticó la película, llamándola una "desvergonzadamente caricaturesca".
Movie Cynics, a pesar de haber alabado a Sudol por su trabajo en City of Rott, juzgó a Dead Fury como interesante pero con menos éxito.
Philadelphia City Paper se refirió a la longitud de la película como "insoportable" e hizo notar que los defectos de la película, incluidos los valores de producción, "apenas serían aprobados bajo los estándares de YouTube", el concepto de la historia hecho a partir de "ideas prestadas aparentemente pensadas en una tarde entre juegos de Xbox" y un humor juvenil "escrito en un nivel de lectura de sexto grado".
Por otro lado, Dread Central no encontró fallas y escribió que esta "no solo se encuentra en la cima de su juego, ¡sino que supera a City of Rott en cada vuelta!"
Fatally Yours se refirió a Dead Fury como una "horrible película" cuando la comparas con City of Rott, y escribió que tiene mucha sangre y humor en una "trama mucho más centrada y concisa".